# Colletes scopiventer
Colletes scopiventer là một loài Hymenoptera trong họ Colletidae. Loài này được Swenk mô tả khoa học năm 1908.